# Retrat de jove (Rafael)
Retrat de jove és un quadre de Raffaello Sanzio pintat al voltant del 1515, en el seu període romà. Sostret pels nazis el 1945, d'aleshores ençà es dona per desaparegut.
Es desconeix qui és el personatge representat, però s'especula que siga un autoretrat, sobretot per la semblança amb l'autoretrat detectat per Giorgio Vasari en L'escola d'Atenes.

## Descripció
En el quadre es veu un bust de tres quarts d'un jove mirant cap a l'espectador amb una boina negra que li cau pel clatell sobre el seu abundant cabell llarg i ondulat, que li arriba a les espatles. És un jove ric que duu un mantell de pell damunt una camisa blanca, i ens mira assegut en una cambra de parets marrons en què, per una cornisa, veiem un paisatge d'arbres, llacs i una petita fortificació al fons a prop d'unes muntanyes.

## Història
El 1798, Adam Jerzy Czartoryski el comprà a Venècia, amb La dama amb un ermini de Leonardo da Vinci i altres antiguitats romanes.
El 1939, Hans Frank, un nazi destinat a Polònia per Adolf Hitler, pel principi d'espoliació de Kunstschutz, furtà la pintura del Museu Czartoryski, juntament amb La dama i l'ermini de Leonardo Da Vinci, i un altre quadre de Rembrandt. Aquests quadres, se'ls emportà a la seua residència. Quan fou arrestat pels aliats el 1945, se'n van recuperar els de Rembrandt i de Da Vinci, però no pas el de Rafael, que es va veure per darrera vegada el 1945. Les fotografies que se'n conserven són en blanc i negre i a voltes s'han acolorit, amb diferents tècniques, per a recrear amb més fidelitat l'aspecte de l'obra. El 2012 va sorgir una notícia sobre la presència de l'obra en una cambra de seguretat d'un banc suís, però després resultà ser un engany per a atraure lectors. El marc d'aquesta pintura s'ha exhibit a Cracòvia, buit, com a testimoniatge que l'afer continua irresolt.

## Cultura popular
El quadre apareix en l'episodi 150 d'Els Simpson, en la pel·lícula Monuments Men, en el vídeo musical del cantautor anglés Harry Styles i en el primer capítol de la sèrie de Disney+ La Cerca: més enllà de la història.